# Festival international du film d'animation d'Annecy 2010
 (juin 2016).
Si vous disposez d'ouvrages ou d'articles de référence ou si vous connaissez des sites web de qualité traitant du thème abordé ici, merci de compléter l'article en donnant les références utiles à sa vérifiabilité et en les liant à la section « Notes et références ».
Le Festival international du film d'animation d'Annecy 2010, 34e édition du festival, s'est déroulé en juin 2010. Cette édition marque les 50 ans du festival, avec une programmation spéciale pour célébrer l'anniversaire. Cinquante personnalités du monde de l'animation sont invitées, une exposition événement "Créateurs & Créatures" est réalisée et des rétrospectives de films primés lors des précédentes éditions ou, au contraire, non projetés sont organisées. 

## Jury

### Longs métrages
- Ari Folman, réalisateur,  Israël
- Tim Rice, parolier,  Royaume-Uni
- Manuela Schöbel-Lumb, productrice,  Allemagne

### Courts métrages
- Sayoko Kinoshita, réalisatrice et productrice,  Japon
- Patrice Leconte, réalisateur,  France
- John Musker, producteur,  Lettonie

### Films de télévision et de commande
- Françoise Guyonnet, acheteuse,  France
- Peter Debruge, journaliste,  États-Unis
- Max Howard, président d'Exodus Film Group,  États-Unis

### Films de fin d'études
- Peter de Séve, illustrateur,  États-Unis
- Nick Park, réalisateur,  Royaume-Uni
- Juan Pablo Zaramella, réalisateur,  Argentine

## Intervenant

### Les 50 invités du cinquantenaire
- Mikhail Aldashin (ru),  Russie
- Alexey Alexeev,  Hongrie
- Véronique Augereau et Philippe Peythieu,  France
- Nag-Ernest Ansorge,  Suisse
- Vivienne Barry,  Chili
- Jérôme Boulbès,  France
- Bruno Bozzetto,  Italie
- Konstantin Bronzit,  Russie
- Ferenc Cakó,  Hongrie
- Enzo D'Alò,  Italie
- Arthur de Pins,  France
- Gaëlle Denis,  France
- Franck Dion,  France
- Paul Driessen,  Pays-Bas
- Jean-Luc François,  France
- Jacques-Rémy Girerd,  France
- Samuel Guillaume,  Suisse
- Raimund Krumme,  Allemagne
- Georges Lacroix,  France
- Jean-François Laguionie,  France
- Greg Lawson,  Pays-Bas
- María Lorenzo Hernández,  Espagne
- Florence Miailhe,  France
- Jimmy T. Murakami,  Japon  États-Unis
- Edward Nazarov,  Russie
- Marv Newland (en),  Canada
- Michel Ocelot,  France
- Manuel Otéro,  France
- Ishu Patel (en),  Canada
- Regina Pessoa,  Portugal
- Andrew Millstein,  États-Unis
- John Musker,  États-Unis
- Caroline Piochon,  France
- Bill Plympton,  États-Unis
- Bretislav Pojar,  République tchèque
- Joanna Quinn,  Royaume-Uni
- Pjotr Sapegin (en),  Norvège
- Georges Schwizgebel,  Suisse
- Raoul Servais,  Belgique
- Hubert Tison,  Canada
- Cédric Villain,  France
- Alain Chabat,  France
- Peter de Séve,  France
- Ari Folman,  Israël
- Matt Groening,  États-Unis
- Jeffrey Katzenberg,  États-Unis
- Chris Landreth,  États-Unis
- Patrice Leconte,  France
- Peter Lord,  Royaume-Uni
- Nick Park,  Royaume-Uni
- Elie Semoun,  France
- David Silverman,  États-Unis
- Ben Stassen,  Belgique

### Conférences
- Bruno Gaumétou, Éric Jacquot, Petter Lindblad, Ross Murray, et Jean-Louis Rizet pour La compétitivité des studios européens
- Ceri Barnes, Julien Borde, Eleanor Coleman, Lionel Fages, Paul Leluc, et Alexander Lentjes pour La TV relief : une mise à plat
- Allison Abbate, Yann Avenati, Pierre Buffin, Stéphane Naze, Superviseur Vfx, Jacques Bled, Pierre Coffin, et Sophie De Mac Mahon pour Longs métrages : 4 études de cas
- Arnauld Lamorlette, Erwan Maigret, Pascal Mueller, Marc Petit, Anton Roebben, Frank Van Reeth, et Androme Nv pour Outils émergents, outils de demain
- Philippe Alessandri, Johanna Karsenty, Sylvia Schmöller, Super RTL, et Tom Van Waveren pour Table ronde : Le licensing moteur de la programmation ?
- Jordi Bares Dominguez, Thomas Duval, Directeur Vfx, et Nicolas Scapel pour VFX & Animation

### Making-of
- Michel Ocelot, et Éric Serre pour  Dragons et Princesses
- Ron Clements et John Musker pour Disney : The Art of Traditional Animation (making-of de La Princesse et la Grenouille)
- Teddy Newton pour Pixar : Three Dimensional Storytelling (making-of de Jour Nuit)
- Matt Groening et David Silverman pour Simpsons Extravaganza 2

### Présentations de futures œuvres
- Carlos Carrera, Oscar Juarez, Marec Fritzinger, et Andres Palma pour Ana
- Nathan Waddington, et Frédéric Puech pour Da Hai
- Duncan MacNeillie, Tiaan Franken, Andy Rice, et Tim Rice pour Jock of the Bushveld
- Patrice Leconte, Gilles Podesta, Jean-Louis Rizet, et Régis Vidal pour Le Magasin des suicides
- Jean-François Laguionie, Anik Leray, et Éric Jacquot pour Le Tableau
- Iain Harvey pour Not the End of the World
- Hugh Welchman pour The Flying Machine (en)
- Jean-Loup Felicioli, Alain Gagnol et Izù Troin pour Une vie de chat

## Sélection

### Longs métrages

#### En compétition
| Titre                        | Réalisation           | Pays              |
| ---------------------------- | --------------------- | ----------------- |
| Allez raconte !              | Jean-Christophe Roger | France Luxembourg |
| Fantastic Mr. Fox            | Wes Anderson          | États-Unis        |
| Kérity, la maison des contes | Dominique Monféry     | France Italie     |
| Metropia                     | Tarik Saleh           | Suède             |
| One Piece: Strong World      | Munehisa Sakai        | Japon             |
| Piercing 1                   | Jian Liu              | Chine             |
| Summer Wars                  | Mamoru Hosoda         | Japon             |

### Courts métrages

#### En compétition
| Titre                                       | Réalisation                                          | Pays                   |
| ------------------------------------------- | ---------------------------------------------------- | ---------------------- |
| About One Bird                              | Olga Kudryavtseva                                    | Russie                 |
| Crash Bang Wallow                           | Jonathan Dunleavy                                    | Royaume-Uni            |
| Don't Go                                    | Turgut Akacik                                        | Turquie                |
| Esterhazy                                   | Izabela Plucinska                                    | Pologne Allemagne      |
| Fløjteløs                                   | Siri Melchior                                        | Danemark               |
| Fröken märkvärdig & karriären               | Joanna Rubin Dranger                                 | Suède Irlande Danemark |
| Get the Picture (2010)                      | Avi Ofer                                             | Israël                 |
| Hand Soap                                   | Kei Oyama                                            | Japon                  |
| J'ai encore rêvé d'elle                     | Geoffroy Barbet Massin                               | France                 |
| Je t'aime                                   | Mamoru Oshii                                         | Japon                  |
| Jean-François                               | Tom Haugomat, Bruno Mangyoku                         | France                 |
| Koisuru Nezumi                              | Shinsaku Hidaka                                      | Japon                  |
| La Femme-squelette                          | Sarah Van Den Boom                                   | France                 |
| Le Silence sous l'écorce                    | Joanna Lurie                                         | France                 |
| Le Tiroir et le Corbeau                     | Frédérick Tremblay                                   | Canada                 |
| Les Journaux de Lipsett                     | Theodore Ushev                                       | Canada                 |
| Let's Pollute                               | Geefwee Boedoe                                       | États-Unis             |
| Light Forms                                 | Malcolm Sutherland                                   | Canada                 |
| Logorama                                    | François Alaux, Ludovic Houplain, Hervé De Crécy, H5 | France                 |
| Love & Theft                                | Andreas Hykade                                       | Allemagne              |
| Love patate                                 | Gilles Cuvelier                                      | France                 |
| Mémoire fossile                             | Anne-Laure Totaro, Arnaud Demuynck                   | France Belgique        |
| Moj put                                     | Veljko Popovic, Svjetlan Junakovi                    | Croatie                |
| Monstre sacré                               | Jean-Claude Rozec                                    | France                 |
| Nespavanje ne ubija                         | Marko Mestrovic                                      | Croatie                |
| Old Fangs                                   | Adrien Merigeau, Alan Holly                          | Irlande                |
| Playground                                  | Mirai Mizue                                          | Japon                  |
| Pop                                         | Bernard Derriman                                     | Australie              |
| Poppy                                       | James Cunningham                                     | Nouvelle-Zélande       |
| Pro vasiliya blazhennogo                    | Natalia Berezovoya                                   | Russie                 |
| Recordare                                   | Leonardo Carrano, Alessandro Pierattini              | Italie                 |
| Red-end and the Seemingly Symbiotic Society | Robin Noorda, Bethany De Forest                      | Pays-Bas               |
| Roku-jyo to yo-jyo-han                      | Atsuko Nagashima                                     | Japon                  |
| Sinna mann                                  | Anita Killi                                          | Norvège                |
| Teclópolis                                  | Javier Mrad                                          | Argentine              |
| The Art of Drowning                         | Diego Maclean                                        | Canada                 |
| The Cow Who Wanted to Be a Hamburger        | Bill Plympton                                        | États-Unis             |
| The Lost Thing                              | Andrew Ruhenann, Shaun Tan                           | Australie Royaume-Uni  |
| To Horio                                    | Stelios Polychronakis                                | Grèce                  |
| Tord och Tord                               | Niki Lindroth Von Bahr                               | Suède                  |
| Vem blöder ?                                | Jessica Lauren                                       | Suède                  |
| Zhila-bila mukha                            | Elena Oyatyeva                                       | Russie                 |

### Films de télévision
| Titre                                   | Épisode                         | Réalisation                                  | Pays                   |
| --------------------------------------- | ------------------------------- | -------------------------------------------- | ---------------------- |
| Monster Auditions                       | Phil, Swamp Monster             | Suren Perera                                 | Australie              |
| Olivia (en)                             | Olivia's Ice Spectacular        | Darragh O'Connell                            | Irlande                |
| The Marvelous Misadventures of Flapjack | Low Tidings                     | John McIntyre                                | Australie              |
| The Mysteries of Alfred Hedgehog        | Ol' Fingerbone's Revenge!       | Frédéric Dybowski                            | France et Canada       |
| Barnacle Lou                            | Lou Is Born                     | Byung Chun Min                               | Corée du Sud           |
| Cheburashka Arere?                      | A New Friend                    | Susumu Kudo                                  | Japon                  |
| Commandant Clark                        | Un royal enquiquineur           | Norman J. Leblanc                            | France                 |
| Comme à la maison                       | 24 heures 4 chrono              | Philippe Traversat                           | France                 |
| Der Kleine und das Biest                | -                               | Johannes Weiland, Uwe Heidschötter           | Allemagne              |
| Dragons et Princesses                   | Le garçon qui ne mentait jamais | Michel Ocelot                                | France                 |
| Ema & Gui                               | O meu amigo                     | Nuno Beato                                   | Portugal               |
| Facciamo luce !                         | No War                          | Tiziano Squillace                            | Italie                 |
| Fun with Claude                         | Mysteries                       | Owen Stickler                                | Royaume-Uni            |
| Fuss Farm                               | It's Too Big Outside the Farm   | Woonki Kim                                   | Corée du Sud           |
| Grandes civilizaciones                  | La antigua China                | Federico Badia                               | Espagne et Argentine   |
| Happiness, on veille sur vous           | -                               | Matthieu Mailhé                              | France                 |
| Heirlooms                               | -                               | Wendy Chandler, Susan Danta                  | Australie              |
| High 5                                  | -                               | Franck Michel                                | France                 |
| Hipira-Kun                              | -                               | Shinji Kimura                                | Japon                  |
| Historietas assombradas                 | Alphonsinho, o inventor         | Victor-Hugo Borges                           | Brésil                 |
| Le pourquoi du comment                  | Qui dort dîne                   | Alexandre Osmoze Brakha                      | France                 |
| Le Printemps de Mélie                   | -                               | Pierre-Luc Granjon                           | France et Canada       |
| Les métiers                             | Chirurgien, Avocat, Boulanger   | SUPAMONKS                                    | France                 |
| Les Minijusticiers                      | Super Tomate                    | Norman J. Leblanc                            | France                 |
| Les Watashitatchi                       | Épisode n° 4 : Losto on del ilo | Pierre Schwarz                               | France                 |
| Little Krishna                          | Assault of the Lethal Bird      | Vincent Edwards, Balasubramanian Rajasekaran | Inde                   |
| Marvo the Wonder Chicken                | Bad Altitude                    | Clark Irving                                 | Royaume-Uni            |
| Masha i Medved                          | Sledy nevidannyh zverey         | Oleg Uzhinov                                 | Russie                 |
| Maurice et Patapon                      | -                               | Juan Rodriguez, Thierry Garance              | France                 |
| Meat or Die (Yans! Gans!)               | Naomi                           | Tai Murayama                                 | Japon                  |
| Miúda e o guarda-chuva                  | -                               | Amadeu Alban, Jorge Alencar                  | Brésil                 |
| Mojo Spy                                | We Can Do It!                   | Bo Fu, Qing Zhou                             | Chine                  |
| Monk Little Dog                         | -                               | Natalys Raut-sieuzac                         | France et Corée du Sud |
| Mouss & Boubidi                         | Wild Mouse Chase                | Fred Martin                                  | France et Canada       |
| MuMuHug                                 | The Great Ice Race              | Vick Wang                                    | Taïwan                 |
| Never Ending Tales                      | Un gato en el árbol             | David Gautier                                | Espagne                |
| Nikita kojemiaka                        | -                               | Youri Tcherenkov                             | Russie                 |
| Ninon Miss Questions                    | -                               | Fabrice Fouquet                              | France                 |
| Ovce.sk                                 | Bez kožušteka                   | Jaroslav Baran                               | Slovaquie              |
| OVNI                                    | Homo Horribilius                | Jean-Luc François                            | France                 |
| Sandra, the Fairytale Detective         | Bad Wolf                        | Myriam Ballesteros                           | Espagne et Inde        |
| Show Me Show Me                         | Bed                             | Siri Melchior                                | Royaume-Uni            |
| Stromsparen                             | -                               | Kyne Uhlig, Nikolaus Hillebrand              | Allemagne              |
| The Gruffalo                            | -                               | Jakob Schuh, Max Lang                        | Royaume-Uni            |
| The Wonder Pets!                        | Help the Monster!               | Jennifer Oxley                               | Royaume-Uni            |
| Yes, Virginia                           | -                               | Pete Circuitt                                | États-Unis             |

### Films de commande
| Artiste / Produit / Marque                    | Titre                                  | Réalisation                                                         | Pays                            |
| --------------------------------------------- | -------------------------------------- | ------------------------------------------------------------------- | ------------------------------- |
| Kevin Dart                                    | A Kiss from Tokyo "Theatrical Trailer" | Stéphane Coëdel, Kevin Dart                                         | États-Unis                      |
| AIDES                                         | Graffiti                               | Yoann Lemoine                                                       | France                          |
| ArjanM                                        | Blackhole                              | Arjan Van Meerten                                                   | Pays-Bas                        |
| British Gas                                   | Switching                              | Guilherme Marcondes                                                 | États-Unis                      |
| Dentyne                                       | Blog Smog                              | Josh Goodrich, David Hill                                           | États-Unis                      |
| Deutsche Welle                                | Eingemauert! Die innerdeutsche Grenze  | Christoph Lanz                                                      | Allemagne                       |
| Associazione culturale Ottomani               | Frequenze animate 1.3 Pratello         | Michela Donini, Roberto Paganelli, Andrea Martignoni                | Italie                          |
| Giallo a Milano                               | Giallo a Milano                        | Sergio Basso                                                        | Italie                          |
| New Zealand Book Council (en)                 | Going West                             | Martin Andersen, Line Andersen                                      | Nouvelle-Zélande et Royaume-Uni |
| International Olympic Committee               | All Together Now                       | FX & Mat                                                            | Royaume-Uni                     |
| Joshua Radin                                  | I'd Rather Be with You                 | Thomas Hicks                                                        | Royaume-Uni                     |
| KLIK Amsterdam Animation Festival (en)        | Leader                                 | Arjan Van Meerten, Bobby De Groot, Sven Neve                        | Pays-Bas                        |
| National Center for Nynorsk in Education (en) | Kråkebollebilly                        | Magnhild Winsnes                                                    | Norvège                         |
| Log'n'Jam                                     | Log'n'Jam                              | Alexey Alekseev                                                     | Hongrie                         |
| Massive Attack                                | Splitting the Atom                     | Édouard Salier                                                      | France                          |
| Dairy Farmers of Canada (en)                  | Milk Dots Compilation "Growth"         | Steve Angel, Sean Branigan                                          | Canada                          |
| Dairy Farmers of Canada (en)                  | Milk Dots Compilation "Refresh"        | Isaac King, Sean Branigan, Julian Grey, Steve Angel                 | Canada                          |
| Dairy Farmers of Canada (en)                  | Milk Dots Compilation "Teeth"          | Steve Angel, Paul Parvulescu, Isaac King                            | Canada                          |
| Nickelodeon's Spongebob Squarepants           | Stop Motion Title Sequence             | Seamus Walsh, Mark Caballero, Christopher Finnegan                  | États-Unis                      |
| Babelgum                                      | Oil Story                              | Pete Bishop                                                         | Royaume-Uni                     |
| Académie du film du Bade-Wurtemberg           | Only Human                             | Benjamin Swiczinsky                                                 | Allemagne                       |
| PaginasAmarillas.es                           | Hotel                                  | EL Miku                                                             | Espagne                         |
| TIKITIKLIP Precolombino                       | Pelicano Rey                           | Alejandra Egaña, Paz Puga                                           | Chili                           |
| BBC Children in Need                          | Peter Kay's Animated All Star Band     | Tim Harper                                                          | Royaume-Uni                     |
| Slamdance Festival                            | Sweet 16                               | Nicolas Casavechia                                                  | Espagne et États-Unis           |
| SOUR                                          | Hibi No Neiro                          | Masashi Kawamura, Hal Kirkland, Magico Nakamura, Masayoshi Nakamura | Japon et États-Unis             |
| Telenovela                                    | Telenovela                             | Pablo Faivre, Florencia Faivre                                      | Argentine                       |
| Scott Paper Company                           | The Right Blend                        | Nando Costa                                                         | États-Unis                      |
| Teaserland Festival                           | The Silicon Monster Hits Town          | Nicolas Casavechia                                                  | Espagne                         |
| Vokle.com                                     | Communicate                            | Erick Oh                                                            | États-Unis et Corée du Sud      |

### Films de fin d'études
- A Tall Tale de Brittany Biggs ( États-Unis)
- Benigni de Elli Vuorinen,  Jasmiini Ottelin et  Pinja Partanen ( Finlande)
- Boomkruiper de Dries Bastiaensen ( Belgique)
- Broken Wave de Christopher (chris) Allen ( Royaume-Uni)
- Cendrillon de Manon Brûlé ( France)
- Chair amie de Pierre Adrien ( France)
- Desayuno anfibio de Nadia Mendoza et  C Guillermo Tovar ( Costa Rica)
- Die Wahrheits - Quizshow de Baoying Bilgeri ( Chine)
- Drougaïa de Anna Shepilova ( Russie)
- Fly on the Window de Nikita Diakur ( Royaume-Uni)
- Grise mine de Rémi Vandenitte ( Belgique)
- Haunted Heart de Winona Regan ( États-Unis)
- Je en jeu de Guillaume Bourrachot ( France)
- Je te pardonne de Pierre Mousquet et  Jérôme Cauwe ( Belgique)
- Je vais à Disneyland de Antoine Blandin ( France)
- Jeux pluriels de Nicolaï Troshinsky ( France)
- Kungfu Bunny 3 - Counterattack de Li Zhiyong ( Chine)
- Laufende Geschäfte de Falk Schuster ( Allemagne)
- Lebensader de Angela Steffen ( Allemagne)
- Lullaby de Nicholas (nick) White ( Royaume-Uni)
- Made-Up de Mirjam Plettinx ( Belgique)
- Micro-dortoir de Lia Bertels ( Belgique)
- Miramare de Michaela Müller ( Croatie et  Suisse)
- Orsolya de Bella Szederkényi ( Hongrie)
- Overnight Stay / Übernachtung de Daniela Sherer ( États-Unis)
- Parade de Pierre-Emmanuel Lyet ( France)
- Paradis de Adrian Maganza ( Royaume-Uni)
- Posmotritié viekh de Svetlana Podyacheva ( Russie)
- Prayers for Peace de Dustin Grella ( États-Unis)
- Ptak de Gerhard Funk ( Allemagne)
- Sauvage de Paul Cabon ( France)
- Simon vagyok de Tünde Molnár ( Hongrie)
- Sobachja poschadka de Leonid Shmelkov ( Russie)
- Sotto casa de Daniele Baiardini,  Mauro Ciocia,  Giulia Sara Bellunato et  Clyo Parecchini ( Italie)
- The Boy Who Wanted to Be a Lion de Alois Di Leo ( Royaume-Uni)
- The Discovery de Rodgers Dameron ( États-Unis)
- The Legend of Geb and Nut de Laura Ratta ( Royaume-Uni)
- The Lighthouse Keeper de David François,  Rony Hotin,  Jérémie Moreau,  Baptiste Rogron,  Gaëlle Thierry et  Maïlys Vallade ( France)
- The Terrible Thing of Alpha-9! de Jake Armstrong ( États-Unis)
- The Visitor de Rui Hu ( Chine et  Allemagne)
- Today Only de Toby Jackman ( Royaume-Uni)
- Train of Thought de Leo Bridle et  Ben Thomas ( Royaume-Uni)
- Troublantes caresses de Jérémy Boulard ( France)
- Un tour de manège de Nicolas Athané,  Brice Chevillard,  Alexis Liddell,  Françoise Losito et  Phuong Mai Nguyen ( France)
- View de Nayoon Rhee ( Corée du Sud)
- Viliam de Veronika Obertová ( Slovaquie)
- Wakaranai buta (わからないブタ?) de Atsushi Wada ( Japon)
- Westen de Stefan Holaus ( Autriche)
- Yellow Belly End de Philip Bacon ( Royaume-Uni)
- Yubi wo nusunda onna (指を盗んだ女?) de Saori Shiroki ( Japon)
- Zeitwellen de Evgenia Gostrer ( Allemagne)

## Palmarès

### Courts métrages
| Prix                                        | Attribué à                                      | Pays      |
| ------------------------------------------- | ----------------------------------------------- | --------- |
| Cristal d'Annecy                            | The Lost Thing de Shaun Tan et Andrew Ruhemann  | Australie |
| Prix spécial du jury                        | Sinna mann de Anita Killi                       | Norvège   |
| Prix Jean-Luc Xiberras de la première œuvre | Jean-François de Tom Haugomat et Bruno Mangyoku | France    |
| Mention spéciale                            | Don't Go de Turgut Akacik                       | Turquie   |
| Mention spéciale                            | Les Journaux de Lipsett de Theodore Ushev       | Canada    |
| Prix Sacem de la musique originale          | Love & Theft de Andreas Hykade                  | Allemagne |
| Prix du jury junior                         | Don't Go de Turgut Akacik                       | Turquie   |
| Prix du public                              | Sinna mann de Anita Killi                       | Norvège   |

### Longs métrages
| Prix                    | Attribué à                                       | Pays          |
| ----------------------- | ------------------------------------------------ | ------------- |
| Cristal du long métrage | Fantastic Mr. Fox de Wes Anderson                | États-Unis    |
| Mention spéciale        | Kerity la Maison des contes de Dominique Monféry | France Italie |
| Prix du public          | Fantastic Mr. Fox de Wes Anderson                | États-Unis    |

### Films de télévision
| Prix                           | Attribué à                                                               | Pays        |
| ------------------------------ | ------------------------------------------------------------------------ | ----------- |
| Cristal pour une production TV | Der Kleine und das Biest de Johannes Weiland et Uwe Heidschötter         | Allemagne   |
| Prix spécial pour une série TV | Dragons et Princesses "Le garçon qui ne mentait jamais" de Michel Ocelot | France      |
| Prix pour un spécial TV        | The Gruffalo de Jakob Schuh et Max Lang                                  | Royaume-Uni |

### Films de commande
| Prix                                                | Attribué à                                                                                    | Pays                |
| --------------------------------------------------- | --------------------------------------------------------------------------------------------- | ------------------- |
| Prix du film éducatif, scientifique ou d'entreprise | Giallo a Milano de Sergio Basso                                                               | Italie              |
| Prix du meilleur vidéoclip                          | Sour "Hibi No Neiro" de Masashi Kawamura, Hal Kirkland, Magico Nakamura et Masayoshi Nakamura | Japon et États-Unis |

### Films de fin d'études
| Prix                                            | Attribué à | Pays      |
| ----------------------------------------------- | --- | --------- |
| Prix Canal+ aide à la création                  | Je te pardonne de Jérôme Cauwe et Pierre Mousquet                                                                      | Belgique  |
| Prix du jury junior pour un film de fin d'étude | Kungfu Bunny 3 - Counterattack de Li Zhiyong                                                                           | Chine     |
| Mention spéciale                                | Lebensader de Angela Steffen                                                                                           | Allemagne |
| Prix spécial du jury                            | Sauvage de Paul Cabon                                                                                                  | France    |
| Prix du meilleur film de fin d'étude            | The Lighthouse Keeper de David François, Rony Hotin, Jérémie Moreau, Baptiste Rogron, Gaëlle Thierry et Maïlys Vallade | France    |

### Autres prix
| Prix          | Attribué à                                                      | Pays                   |
| ------------- | --------------------------------------------------------------- | ---------------------- |
| Prix Unicef   | Sinna mann de Anita Killi                                       | Norvège                |
| Prix Fipresci | Mademoiselle Remarquable et sa carrière de Joanna Rubin Dranger | Suède Irlande Danemark |